# ویو استون
ویو استون (انگلیسی: Viv Aston؛ ۱۶ اکتبر ۱۹۱۸ – ۱۹۹۹ (۸۰−۸۱ سال)) بازیکن فوتبال اهل بریتانیا بود.
از باشگاه‌هایی که در آن بازی کرده‌است می‌توان به باشگاه فوتبال بری، باشگاه فوتبال اولدهام اتلتیک، و باشگاه فوتبال ای‌اف‌سی بورنموث اشاره کرد.